# Trema lamarckianum
Trema lamarckiana là một loài thực vật có hoa trong họ Cannabaceae. Loài này được Josef August Schultes miêu tả khoa học đầu tiên năm 1820 dưới danh pháp Celtis lamarckiana. Năm 1856 Carl Ludwig Blume chuyển nó sang chi Treama thành Trema lamarckiana. Tuy nhiên, do Trema là danh từ giống trung nên danh pháp đúng là Trema lamarckianum. Cụ thể xem Từ nguyên của chi Hu.

## Phân bố
Loài bản địa Bahamas, Bermuda, quần đảo Cayman, Cuba, Cộng hòa Dominica, Hoa Kỳ (Florida, Puerto Rico), Haiti, Jamaica, quần đảo Leeward, quần đảo Turks và Caicos, quần đảo Windward.